# Cúmulo globular M62
El cúmulo globular M62 (también llamado Objeto Messier 62 o NGC 6266) es un cúmulo globular en la constelación de Ophiuchus. Fue descubierto en 1771 por Charles Messier.
M62 está a una distancia de 22.500 años luz de la Tierra y un diámetro de 100 años luz. Debido a su proximidad con el centro de la galaxia y la consecuente atracción que este ejerce sobre M62, el cúmulo está deformado ya que su área sureste está más concentrada que todas las demás.
En 1970 se descubrió que M62 contiene aproximadamente 89 estrellas variables muchas de ellas  del tipo RR Lyrae. M62 también posee  varias fuentes de rayos x.